# حزب السبيل
السبيل،  المعروف أيضًا باسم المسار الديمقراطي والاجتماعي، هو حزب سياسي جزائري.

## التاريخ
أسس عبد السلام علي راشدي الحزب في يناير 2002.

## روابط خارجية
- السبيل